# CreativeLive
CreativeLive es una plataforma educativa en línea que se especializa en videoconferencias en vivo. Fue fundada en el año 2010. La plataforma funciona según el principio freemium.
El número medio de alumnos por un curso es de 40 000 personas. El número máximo registrado es de 150 000 oyentes.

## Visión general
Además de los cursos clásicos en línea, CreativeLive ofrece transmisión de conferencias en vivo 24/7. Algunas de las conferencias son producidas por la propia plataforma. Durante las conferencias, la función de chat está disponible. Dado que la empresa funciona según el principio freemium, durante la transmisión, el acceso a las conferencias de la plataforma es gratuito.
En septiembre del año 2020, la suscripción anual cuesta USD 149 y da el acceso gratuito a 1500 lecciones preparadas, la mayoría de las cuales están relacionadas con el tema de la fotografía. El costo de una lección preparada comienza de USD 15.
A partir del año 2013, cada año CreativeLive organiza Photoshop Week. Algunos cursos de trabajo en el editor gráfico Photoshop son gratuitos durante esta semana.
No hay soporte técnico en línea en la plataforma.

## Historia
El fotógrafo Chase Jarvis y el empresario Craig Svenson fundaron la compañía CreativeLive en el año 2010.
En 2012, el proyecto atrajo USD 8 000 000 de inversiones.
En 2013, la compañía atrajo otros USD 21 500 000 de inversiones.
En 2015, la plataforma organizó una carrera de automóviles educativa en las ciudades de Estados Unidos. La carrera comenzó en San Francisco y terminó en Seattle. En el camino, durante las paradas, fueron organizadas transmisiones gratuitas de conferencias y talleres. 20 000 personas visitaron este evento.
En 2020, el proyecto tiene dos millones de oyentes registrados.
Los expertos famosos como Reid Hoffman, Tim Ferriss, Richard Branson y otros dan sus conferencias en la plataforma.